# تد لانگه
تد لانگه (انگلیسی: Ted Lange؛ زادهٔ ۵ ژانویهٔ ۱۹۴۸) یک کارگردان، و هنرپیشه اهل ایالات متحده آمریکا است.